# 长寿花
長壽花又稱家樂花、矮生伽蓝菜、圣诞伽蓝菜、寿星花、布洛斯费尔德高凉菜，属景天科伽蓝菜属，原产于非洲的马达加斯加。長壽花是常见的觀賞花卉。

## 歷史
長壽花於1927年由法國植物學家Perrier de la Bathie在馬達加斯加島上海拔2000公尺發現，1932年由德國人布劳斯费尔德（R．Blossfeld）自非洲馬達加斯加引入德國波茨坦，其後廣泛種植，並用他的名字為植物命名。由於長壽花臨近聖誕節及中國的春節開花，於是成為常見的節日花卉。

## 形態

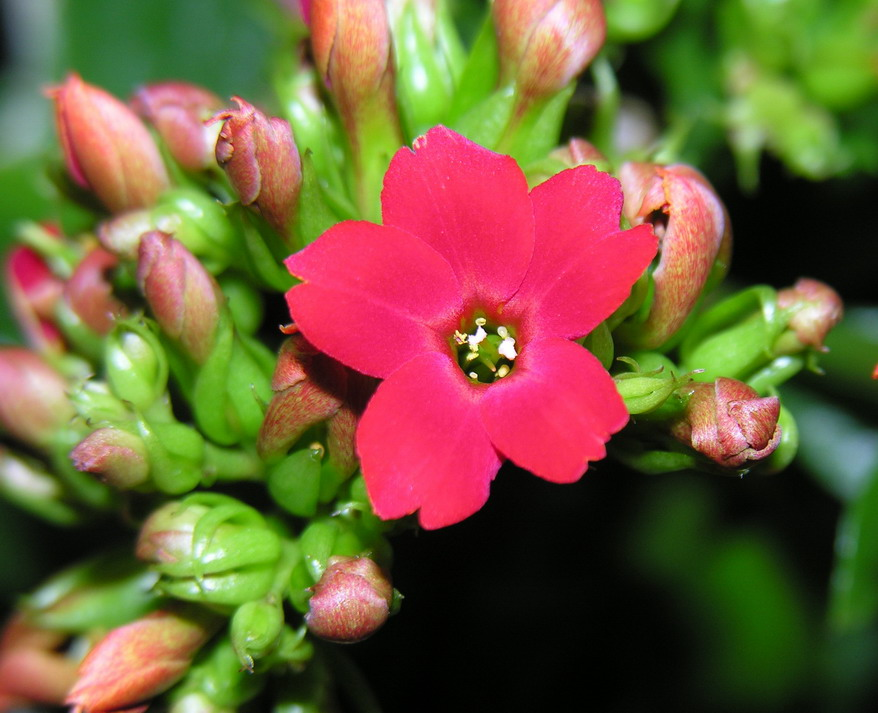
長壽花花朵

株高40厘米，叶圆形或椭圆形，深綠色，葉片邊緣為鈍齒狀，長約二至八厘米，肉質葉的邊緣略帶紅色，葉面光亮，終年常綠。对生花簇生，原種花為單瓣紅色，但人工培育的花色多，有紅、橙、黃、紫等多種顏色，花期較长，花期為冬季至春季，約為十二月下旬至翌年五月，並且开花量大，近年培養出重瓣花品種，在園藝上逐漸取代單瓣花品種。

## 繁殖

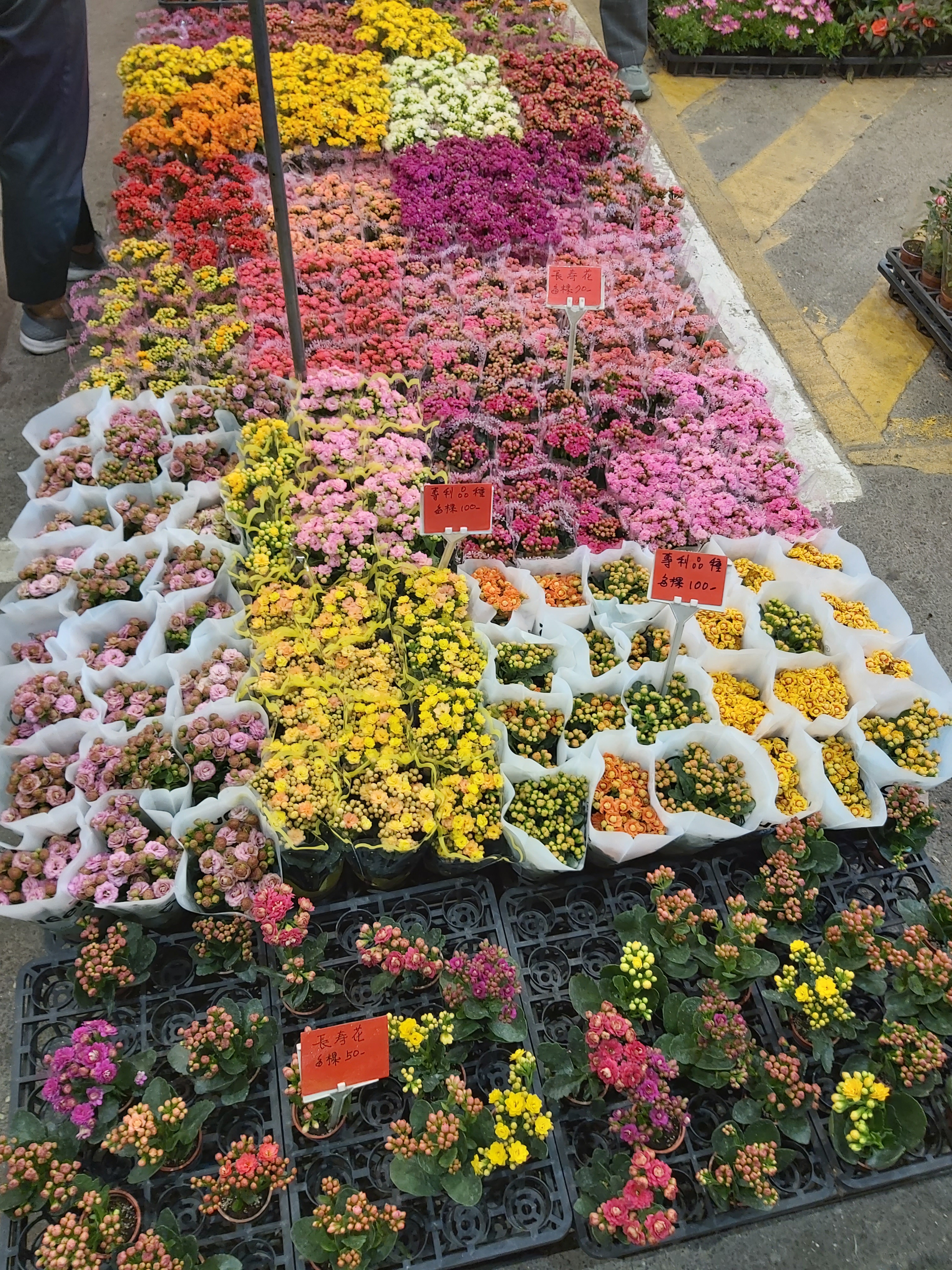
花卉市場販售的觀賞用長壽花

可用扦插及播種繁殖，扦插利用莖插及葉插皆可，但莖插較為方便快捷。莖插時先剪下健康植株的頂芽，長約5至6公分，待傷口癒合後，插入培養土中，保持土壤濕潤及空氣流通，高於攝氏30度時要灑水降溫，約2周後發根，即可開始施肥。 而葉插則選取健康肥大的葉片切下，把切好葉片放到陰涼處約半小時待傷口晾乾癒合，然後淺插進或平鋪在透氣沙土上，保持沙土半潮濕，切勿過濕，否則容易腐爛，空氣乾燥或寒冷時可加透明膜包好保濕及保溫，放在有柔和陽光照射及通風處，一個月內可生根，四個月可出芽。
通常在研發園藝培育品種的初期才會使用種子繁殖。長壽花多數於三月播種，只需將種子灑在濕潤的泥土上，將種子在泥面輕輕壓實，然後用透明膠袋包着保濕，放在有陽光的地方，但不可強光照射，約十日後便開始發芽，此時可除去膠袋，但需注意不可讓泥土過乾，若空氣乾燥時需噴水霧來保濕，待長出八對葉片後，可移到全日照或半日照地方正常管理。

## 種植
長壽花喜歡陽光充足但日照時間短的生長環境，宜在全日照至半日照環境種植，放置在陰暗處容易徒長，在炎夏正午時要避免陽光直射，以免燒傷葉片，生長速度中等。長壽花來自半沙漠地區，耐乾旱，要泥土乾燥才可澆水，冬季時更要減少澆水，只需維持土壤不致乾透即可，澆水過多容易造成莖及根爛。在開花後，長壽花會進入休眠，期間要減少澆水，不可以施肥，約六個星期後才開始恢復正常的生長和澆水。長壽花不能忍受12℃以下的氣溫，而最適合生長溫度是18至27℃，所以在低溫時應將長壽花放入室內明亮處越冬及作保暖措施。
長壽花不耐寒，生長適溫為15至25℃，高溫超過30℃則會生長受阻，冬季室內溫度需12至15℃，低於5℃時，葉片就會發紅，花期也會推遲，如室溫超過24℃會抑制開花，溫度在15℃至24℃左右則會開花不斷。長壽花為短日照植物，可在九月中旬開始進行短日照管理，暫停施肥，並每天至少要有十四小時待在黑暗中才可開花。

## 品種

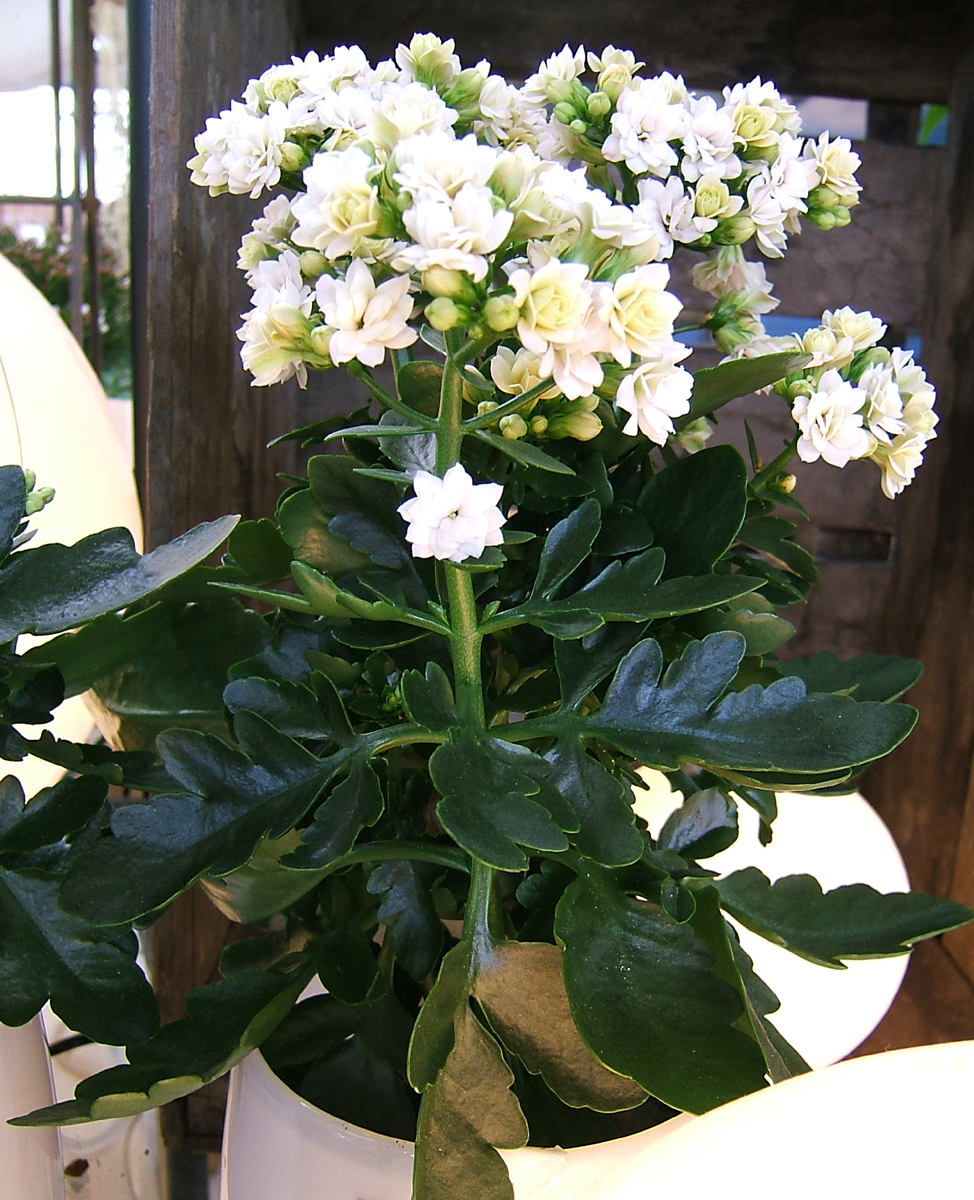
白色的長壽花盆栽

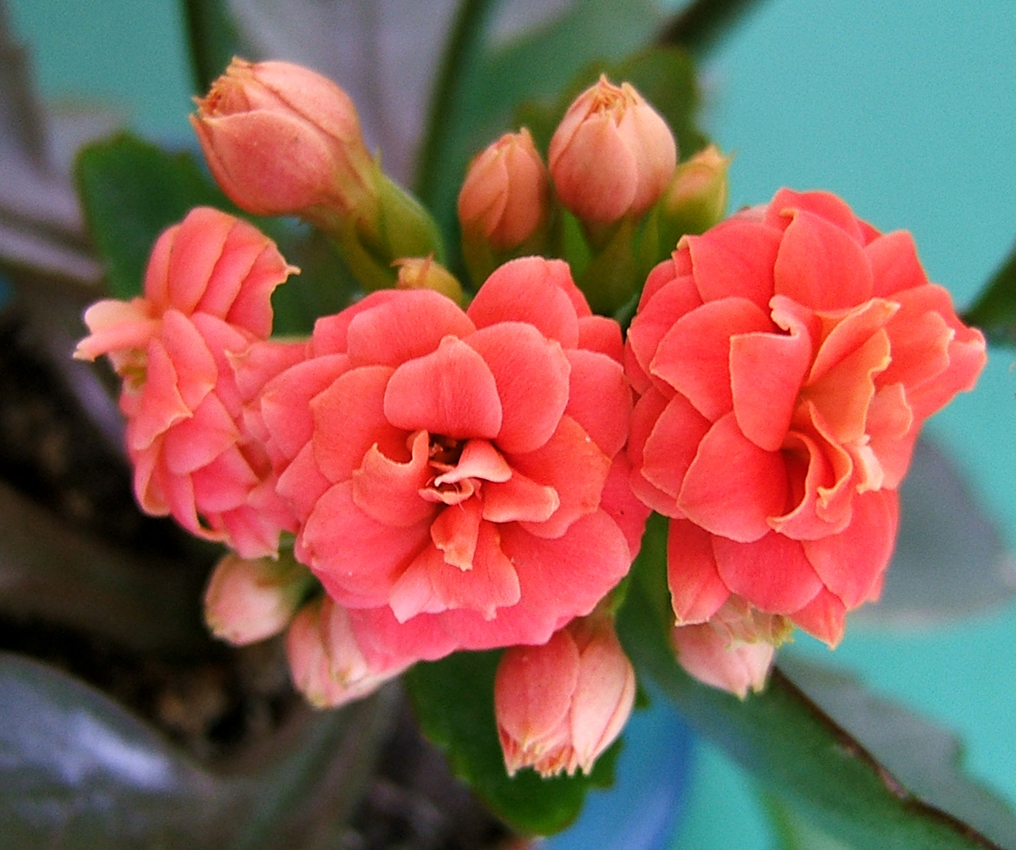
人工培育的重瓣長壽花

長壽花經多年人工繁殖，品種繁多，按花形分類有重瓣長壽花、單瓣長壽花、宮燈長壽花，按葉片的形狀可分為裂葉、羽葉、及原種的玫瑰葉。長壽花花色多，主要有紅色、橙色，黃色，紫色，白色、粉紅色以及雙色混合等。
長壽花常見品種有：
卡羅琳──葉小，花粉紅；
西莫內──大花種，花純白色，9月開花；
內撒利──花橙紅色；
阿朱諾──花深紅色；

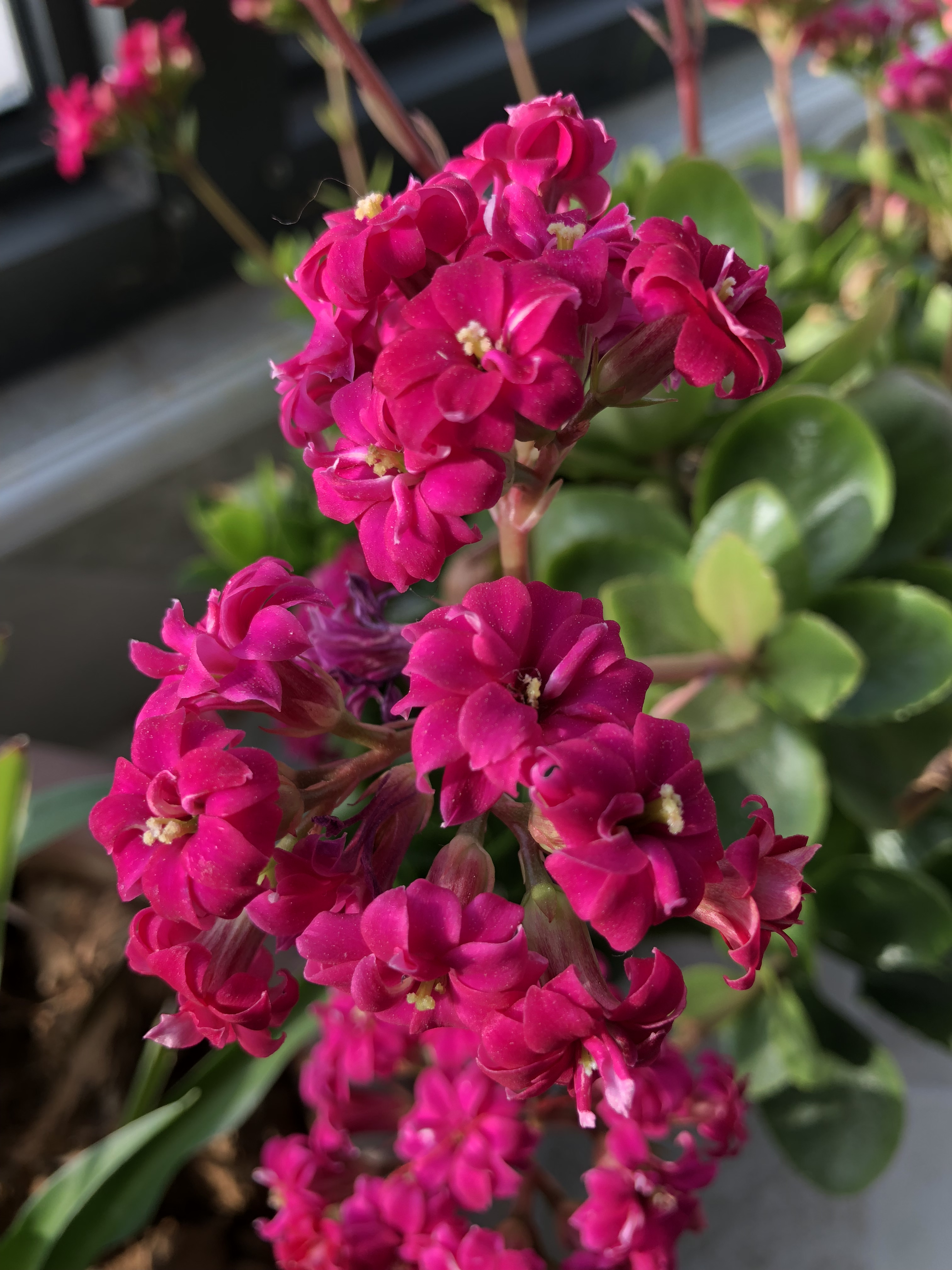
洋红色长寿花盆栽

米蘭達──大葉種，花棕紅色；葉片密集翠綠，臨近聖誕節日開花，擁簇成團， 花色豐富，是惹人喜愛的室內盆栽花卉。

## 病蟲害及防治
長壽花蟲害主要包括蚜蟲、西方花薊馬、介殼蟲、仙客來螨、卷葉蟲和蕈蚊幼蟲。
蚜蟲會造成長壽花嚴重的傷害，尤其在冬天和初春時期。利用蚜蟲的寄生蟲和胡蜂進行生物防治，效果會較化學防治好。
西方花薊馬為害時數量相對較少，薊馬喜歡侵害植株生長點部位的軟組織，可每周用粘蟲板來監測其數量。
而介殼蟲主要侵食腋芽和生長點。少量的介殼蟲也會造成很大的損害，只要受介殼蟲侵害，植株就不能再銷售。一旦在溫室中發現介殼蟲，建議即時處理，以防擴散。
仙客來螨不喜溫暖炎熱，所以在夏季很少造成危害，主要在冬季為害。症狀包括生長受阻礙，使生長點變形和使花苞畸形褪色。它們經常藏於花苞內或生長點周圍的嫩葉間。
長壽花真菌病害包括白粉霉、灰霉、根霉、漆斑菌、莖腐病、腐霉等。白粉霉是危害長壽花最嚴重的真菌病害。白粉霉很難辨認出，因為出現白色絨毛狀霉時，病害就已經非常嚴重。長壽花上的多數白粉霉都難以用化學控制。
灰霉在冬季會令長壽花的葉和莖腐爛，保持葉面幹燥以及通風良好可有效防止，但許多灰霉病會在葉子上留下明顯的斑點。
根霉多發生在溫暖潮濕的環境中，瘦弱柔軟的組織最易受感染。如果環境過暖或過濕也會經常發生。
漆斑菌在長壽花繁苗期間會與蕈蚊同時出現危害。植株擺放過密、空氣不流通及植株之間又暖又潮濕都可能造成細菌爆發。

## 外部連結
1. ↑  Kalanchoe (Kalanchoe blossfeldiana)  （页面存档备份，存于） Clemson University 克萊姆森大學 - Home & Garden Information Center
2. ↑  .   [2014-09-09]. （原始内容存档于2019-06-29）.
3. ↑  香港花卉展覽主題花「家樂花」三月七日起維園展美態 （页面存档备份，存于）政府新聞網
4. ↑  .   [2014-02-07]. （原始内容存档于2016-10-25）.
5. ↑  .   [2014-02-10]. （原始内容存档于2020-06-28）.
6. ↑  .   [2014-02-10]. （原始内容存档于2016-04-01）.
7. ↑  .   [2014-02-10]. （原始内容存档于2017-07-05）.
8. ↑  .   [2014-03-07]. （原始内容存档于2014-03-07）.
9. ↑  .   [2014-02-07]. （原始内容存档于2021-04-22）.
10. ↑  來自馬達加斯加的驚奇—麒麟花、長壽花特展 （页面存档备份，存于）國立自然科學博物館
11. ↑  .   [2014-02-07]. （原始内容存档于2012-04-27）.
12. ↑  七十个品种的长寿花欣赏与鉴别
13. ↑  如何栽培養護長壽花 的存檔，存档日期2017-03-05.